# Louis Kilzer
Louis Kilzer né le 10 février 1951 à Cody (Wyoming) et mort le 27 mars 2024 à Colorado Springsest un journaliste et essayiste américain, récipiendaire du Prix Pulitzer dans la catégorie Investigative Reporting en 1990.

## Biographie
En 1990 Kilzer et Chris Ison, du Minneapolis-St. Paul Star Tribune, obtinrent le prix pulitzer "pour avoir exposé un réseau de citoyen ayant des liens avec des membres des pompiers du St. Paul Fire Department ayant profité d'incendies et même d'incendies décrits comme supspects ou d'origine pyromane par ce propre service du feu.

## Publications
- Churchill's Deception: The Dark Secret That Destroyed Nazi Germany, Simon & Schuster, 1994,  (ISBN 978-0671767228)
- Hitler's Traitor : Martin Bormann and the Defeat of the Reich, Presidio Press, 2000,  (ISBN 978-0891417101)